# Genesis (grup de música)
Genesis és un grup de rock londinenc format el 1966 per uns alumnes de la Chaterhouse School. El fundador, cantant i impulsor del grup va ser Peter Gabriel. També formaven part del grup inicialment: Tony Banks, Anthony Phillips, Mike Rutherford, entre d'altres, tots companys de la mateixa escola. Tony Banks i Mike Rutherford han format part del grup des de sempre i són els únics que no l’han abandonat mai. El grup es va crear per la unió de dues bandes que es van formar a l'escola: The Spoken Word i The Anon, les quals es van fusionar en un sol grup, The Garden Wall. Quan li van lliurar a Jonathan King una cinta amb alguns temes compostos per ells, King es va interessar per ells, enlluernat, més que res, per la veu de Gabriel. King era un empresari musical i artista de cert renom, a l’època, i va decidir produir-los el seu primer disc, però per recomanació seva van canviar-se el nom per Genesis, un nom més comercial, després de descartar el primer suggeriment que els va fer: Gabriel’s Angels. Aquest primer disc que van gravar va ser un fracàs comercial, i una de les raons per això va ser la desencertada elecció del títol de l’àlbum, que van anomenar “From Genesis to Revelation”, cosa que va fer que els propietaris de les botigues de música, desconcertats, posessin el disc a la venda a la secció de religió/espiritualitat. El 1970 van entrar al grup Steve Hackett i el bateria i cantant Phil Collins.
Genesis és un dels grups mítics i amb més anys de vida, encara que des de la marxa de Gabriel del grup, l'estil musical va canviar considerablement, passant de ser rock progressiu a pop-rock molt més comercial i accessible. De fet, amb el gir comercial que va adoptar la banda, van aconseguir uns nivells d’èxit que no havien assolit mai abans, encara que aquest canvi tan radical no va estar exempt de polèmiques entre els fans de la banda.
Genesis porten des del 1998 sense fer cap disc ni concert. El grup ha fet concerts als Països Catalans poques vegades, al contrari que Phil Collins, que ha visitat més Barcelona que Madrid. És destacable l'actuació de gran èxit a l'estadi Vicente Calderón del 1987 on també es va preveure una altra l'any 1992 encara que finalment es va anul·lar. Han fet concerts a Badalona el 1975, amb la gira de l’àlbum The Lamb Lies Down on Broadway, l’últim que van fer amb Peter Gabriel, i a Barcelona el 1981 i el 1998.

## L'era de Peter Gabriel
1966-1975: Anys inicials de Genesis, des que Genesis es va formar fins que Peter Gabriel va abandonar el grup per una barreja de motius personals (volia passar més temps amb la seva família, ja que la seva dona acabava de donar a llum a la seva primera filla i hi havia hagut complicacions durant el part i posteriorment amb la salut del bebè) i el desig d’explorar altres inquietuds, a més d'iniciar una carrera en solitari dos anys més tard. Engloba l'era menys comercial però la més destacable pel seu gènere de "Rock art" i també per l'escenificació en els seus concerts en què Peter es disfressava de diverses formes al cantar les cançons.
El 1969 van editar el seu primer disc, From Genesis To Revelation, un disc de pop semblant als dels Beatles o els Bee Gees. El 1970, van editar el seu segon disc, Trespass. És el disc on es van començar a fer les cançons d’estil progressiu del grup durant l'era de Gabriel, el "rock art". El 1970 van entrar al grup Phil Collins, que va substituir a la bateria a John Mayhew, i Steve Hackett, que va substituir a la guitarra a Anthony Phillips (temporalment va substituir a aquest últim en Mick Barnard). El 1971, van realitzar el tercer disc, Nursery Cryme, on Genesis es consolidava en el gènere del rock art. El 1972, van realitzar el disc Foxtrot i a partir d'aquest disc el grup va començar a agafar fama, sortint la seva música de les fronteres britàniques. El seu cinquè disc, Selling England By The Pound, va sortir a la venda la tardor del 1973, amb el single destacat I Know What I Like (In Your Wardrobe).
Quan estaven tots aïllats en una casa al camp durant unes setmanes per a compondre l’àlbum The Lamb Lies Down on Broadway, el director de la pel·lícula l'Exorcista, William Friedkin va contactar amb Peter Gabriel. Li havia semblat interessant la imaginació de Gabriel inventant històries entre cançó i cançó durant els concerts, i li va proposar col·laborar amb ell per a aportar idees peculiars per a la pel·lícula, però la resta del grup no estava d’acord en deixar-lo marxar durant un mes mentre ells estaven treballant en el disc, i Gabriel els va dir que llavors ell marxava i deixava Genesis. Veient això, van contactar amb Friedkin i li van dir que si treballava amb Gabriel trencaria el grup i el director, que no volia pas això, va retirar la proposta, i Gabriel va tornar a la casa de camp a continuar amb el que seria el seu darrer disc amb el grup. Finalment, The Lamb Lies Down On Broadway es va realitzar el 1974 com a doble disc, i seria una de les grans produccions del grup, un disc conceptual amb una història protagonitzada per Rael, un noi del carrer portorriqueny que viu a Nova York. Les lletres de les cançons d’aquest disc van ser compostes totes per Peter Gabriel, excepte el tema The Light Dies Down on Broadway. Però Gabriel ja havia perdut interès en continuar al grup perquè tenia problemes familiars, la seva filla va néixer amb problemes de salut, i perquè volia explorar altres inquietuds seves, apart de la música, a més de voler emprendre una carrera en solitari un parell d’anys més tard. Els altres membres de Genesis li van demanar que no digués res fins a acabada la gira del disc, que comptava amb un nombre molt gran de concerts a diversos països al llarg de 1975, així que ho van mantenir en secret fins que la gira va acabar. Aquesta gira del disc The Lamb Lies Down on Broadway també va incloure un concert a Badalona.

## L'era de Phil Collins
1975-1995: Anys consolidats de Genesis, des que Phil Collins va assumir la veu del grup i el lideratge. Engloba l'era més comercial i que més fama va donar al grup, sobretot des de principis dels anys 80.
El 1975, el grup va fer un càsting per escollir un nou cantant per al grup, però quan Phil Collins va cantar la cançó Squonk, el grup va decidir que Phil Collins era el millor candidat, així doncs, seria una decisió més acceptada pels seus seguidors. A finals del 1975 van enregistrar les cançons per al nou àlbum i aquest va sortir a la venda a l'hivern del 1976, anomenat A Trick Of The Tail. A finals del 1976 va sortir a la venda el vuitè disc, Wind And Wuthering, i el 1977 van fer un concert d'èxit a París que va ser enregistrat per al disc Seconds Out.
El 1978 va sortir a la venda ...And Then There Were Three..., que tal com diu el disc va significar per al grup passar de cinc membres a quatre el 1975, i de quatre a només tres membres el 1978. Aquest disc va ser l'inici d'un estil més de rock progressiu i molt més comercial, i va tindre el single Follow You Follow Me. Durant el 1978 van dur a terme una gran gira, van passar per diversos països d'Europa, de l'Amèrica del Nord i el Japó.
El 1980 van publicar Duke, un disc on podria haver aparegut la cançó que més tard va llençar a la fama a Phil Collins, In The Air Tonight, però els altres membres la van rebutjar. Van sortir d'aquest disc els singles Turn It On Again i Misunderstanding, entre d'altres.
El 1981 van publicar Abacab, el seu onzè disc, on hi havia sons propis de sintetitzadors dels 80. La gira d'aquest àlbum va començar a Barcelona, després Sant Sebastià, també van ser els únics concerts on es va cantar la cançó de "cara B" Me And Virgil.
El 1983 es va llençar a la venda el disc que es deia igual que el grup, Genesis. Aquell disc amb cançons de pop/rock molt més comercials que les de discs anteriors, va tenir alguns singles com Mama, That's All i Illegal Alien. Cal destacar la cançó Mama, una de les millors del grup i segons ells, la millor.
Va sortir a la venda el juny del 1986 el disc Invisible Touch. Aquest disc té un estil molt electrònic, molt típic de mitjans dels anys 80, un gran exemple és la cançó Invisible Touch. Diversos singles han sortit d'aquest àlbum com Tonight, Tonight, Tonight, Throwing It All Away, Anything She Does, In Too Deep i Land Of Confusion. El vídeo de Land Of Confusion va guanyar un premi com a millor vídeo de l'any 1987, en detriment del Sledgehammer de Peter Gabriel i està produït pels productors del The Fluck And Law, precedent de El Guiñol de Canal Plus espanyol. Aquest àlbum és el de més vendes del grup.
El novembre del 1991 va sortir a la venda l'àlbum We Can't Dance, el primer disc registrat íntegrament en digital. És una de les millors produccions del grup. Hi ha de singles del disc: No Son Of Mine, I Can't Dance, Hold On My Heart, Jesus He Knows Me i Tell Me Why. L'àlbum és el segon del grup en vendes i ha rebut moltes crítiques positives.
Phil Collins va fer l'últim concert amb la banda dintre de l'última gira We Can't Dance Tour (exceptuant reunions excepcionals) i els primers mesos del 1996 va comunicar a la banda el seu renunciament a la veu i el lideratge del grup per dedicar-se exclusivament als seus projectes en solitari.

## L'era de Ray Wilson
1996-1998: Anys de decadència del grup, quan Ray Wilson va assumir la veu del grup i els fans van quedar desil·lusionats pel nou cantant del grup. Ray Wilson va ser acomiadat pel grup el 1998 o principis del 1999.
El 1996, Mike Rutherford i Tony Banks van escoltar milers de cintes per escollir un nou cantant per al grup i es van decidir pel cantant grunge de Stiltskin, Ray Wilson. El 1997 va sortir l'àlbum ...Calling All Stations..., amb un estil més rocker i adult. La nova veu tant peculiar i les interpretacions de Ray Wilson d'anteriors cançons del grup, van fer que cancel·lessin part de la gira, tot i actuar novament a Barcelona, i acomiadessin al nou cantant cap al 1998 o principis del 1999.
Alguns crítics consideren que si el grup s'hagués canviat de nom amb la nova formació, el resultat i l'acolliment del públic hagués estat millor. També les declaracions del nou cantant sobre antics membres del grup han desfavorit bastant l'acolliment del nou cantant al grup per part dels seguidors.

## Recopilatoris i material inèdit (1998-2004)
El 1999 van "reversionar" la cançó The Carpet Crawlers amb veu de Peter Gabriel i Phil Collins. Aquesta cançó va ser inclosa al recopilatori d'èxits Turn It On Again: The Hits on només hi ha una cançó de l'era poc comercial de Peter Gabriel.
També van treure a la venda el 1998 i el 2000 col·leccions de discs on es recull material inèdit de la banda, l'un de l'era de Gabriel (Archive #1: 1967-1975) i l'altre de l'era de Phil Collins (Archive #2: 1976-1992).

## Discografia
- Discs d'estudi amb totes les cançons noves:
  - From Genesis To Revelation, 1969
  - Trespass, 1970
  - Nursery Cryme, 1971
  - Foxtrot, 1972
  - Selling England By The Pound, 1973
  - The Lamb Lies Down On Broadway, 1974
  - A Trick Of The Tail, 1976
  - Wind And Wuthering, 1976
  - ...And Then There Were Three..., 1978
  - Duke, 1980
  - Abacab, 1981
  - Genesis, 1983
  - Invisible Touch, 1986
  - We Can't Dance, 1991
  - ...Calling All Stations..., 1997
- Discs en concert:
  - Live, 1973
  - Seconds Out, 1977
  - Three Sides Live, 1982
  - Live: The Way We Walk - The Shorts, 1992
  - Live: The Way We Walk - The Longs, 1993
- Discs recopilatoris d'èxits:
  - Turn It On Again: The Hits, 1999
- Discs recopilatoris de cançons inèdites:
  - Archive #1: 1967-1975, 1998
  - Archive #2: 1976-1992, 2000